# 怡和洋行大楼 (上海)

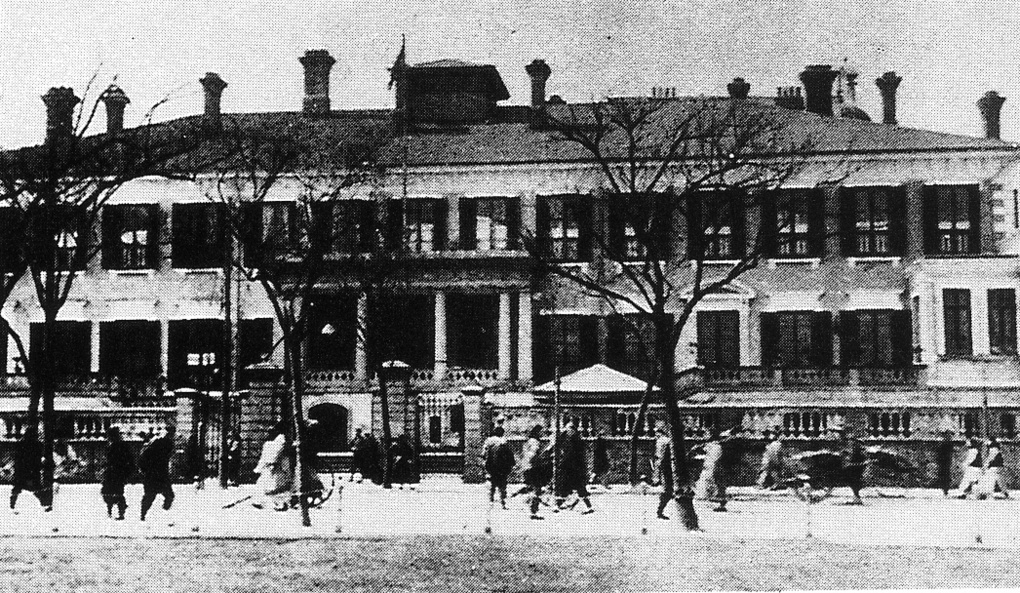
清末时期的怡和洋行大楼

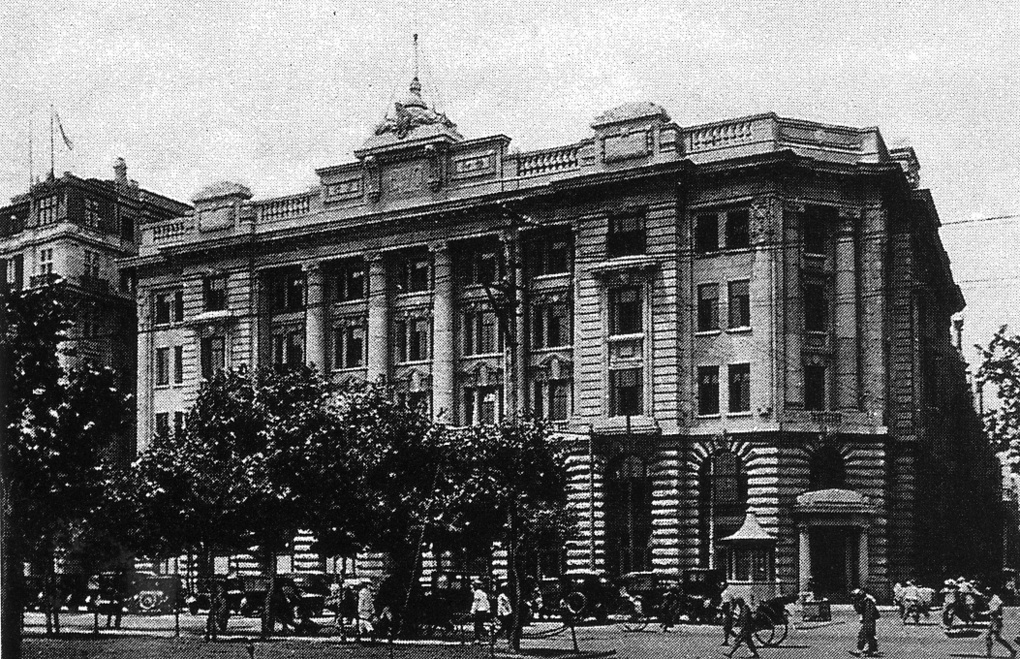
加建两层前的怡和洋行大楼

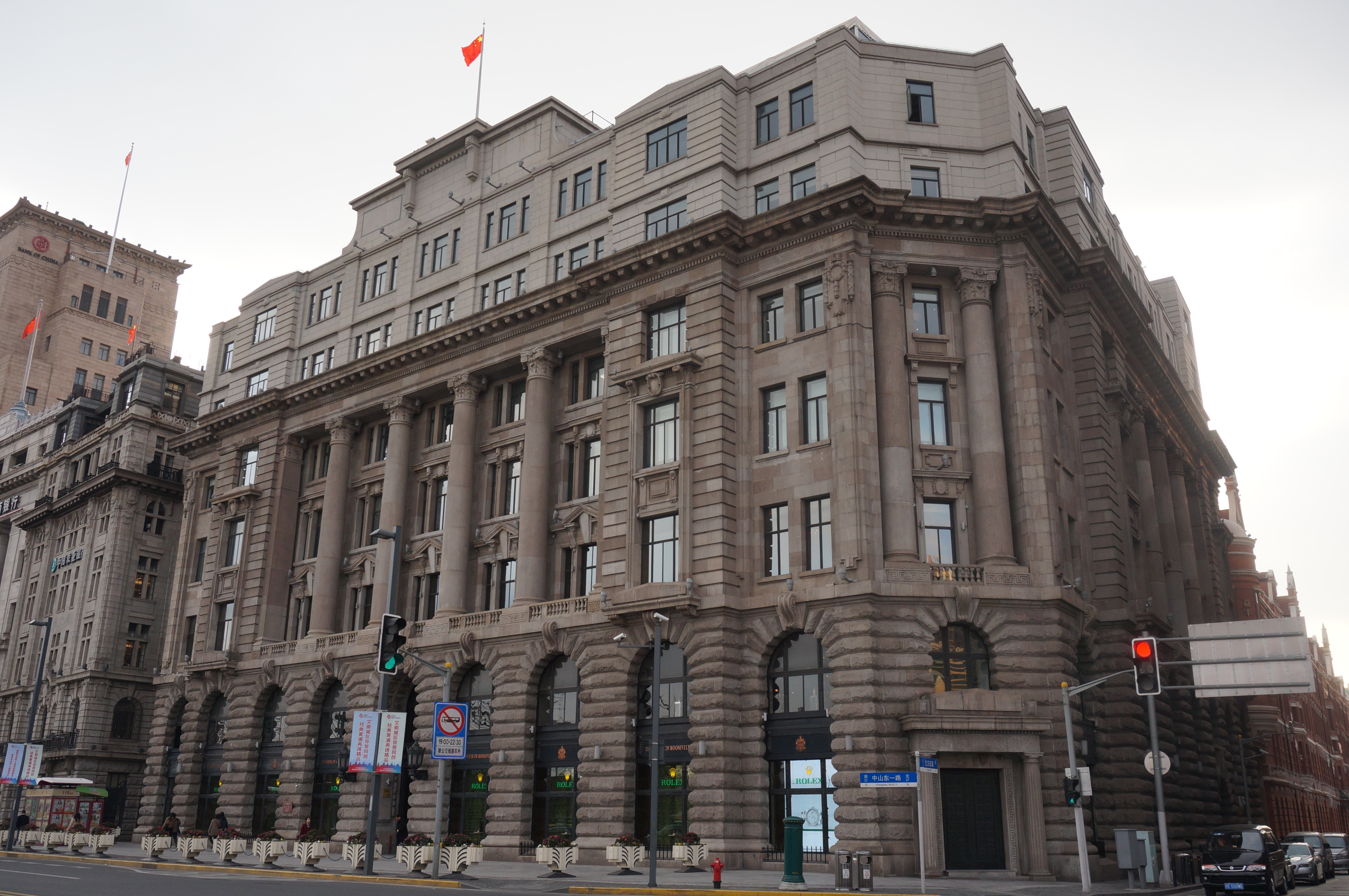
目前的怡和洋行大楼

上海怡和洋行大楼（英語：Jardine Matheson Building）位于外滩27号，曾是昔日上海滩最大的洋行英资怡和洋行在外滩所建的办公大楼。其位于北京东路与中山东一路路口，南邻扬子大楼，与格林邮船大楼隔北京东路相望。大楼建于1920年，由马海洋行的英籍建筑师思金生设计，华商裕昌泰洋行承建，建成于1922年11月。
大楼原是一栋6层英国文艺复兴式建筑，1983年加建两层。1989年，怡和洋行大楼入选第一批上海市优秀历史建筑。现大楼1楼为劳力士旗舰店；2、3、8、9楼为餐饮企业“罗斯福公馆”，其中2和8楼为餐厅，3楼为私人会所，9楼为酒吧；4楼为众达律师事务所所用。

## 历史

### 兴建前
怡和在1832年由查顿和孖地臣成立于广州，曾长期是上海规模最大的一家洋行，经营鸦片、进出口贸易、长江和沿海航运、各类工厂，如纱厂、丝厂等，甚至还经营过军火，号称“洋行之王”。其旗下的吴淞铁路公司还曾在1874年兴建了中国第一条办理营业的铁路——吴淞铁路。1843年，怡和洋行在上海开设分行，是第一批来沪经营的外商。1845年取得了今北京东路北（即外滩27号）的一块土地。当时建起的是一幢3层楼房，为英国乡村式，屋顶为双坡式。主屋外设围墙，每层都有阳台，窗户配有百叶窗。之后，大楼先后重建三次。并在1861年又重建起了一座3层东印度式的大楼。由于当时的买办较为迷信，洋行在大楼门前立了一座“天官”石像，作祈求赐福之意。

### 兴建后
1920年，大楼再一次被重建，新大楼高6层，为钢筋混凝土结构。由马海洋行的思金生设计，华商裕昌泰营造厂承建。钢材进口自美国屈鲁司康公司。冷热水系统由上海水暖工程公司提供。1922年11月建成。1941年，太平洋战争爆发后，日军进入租界，大楼被占据，交由日本三井洋行使用。抗战结束后归还给怡和洋行。然而此时的怡和的业务已大不如前，只得将大楼租给昌兴轮船公司、海外航空公司、香港航空公司，还有英国大使馆一等商务参赞、财政参赞室及新闻处等使用。1955年，大楼收归国有，作为市外贸局的办公楼。1983年，加建了两层，使得大楼的整体风格发生了变化，且原顶楼的平台也与改建后大相径庭。现在，大楼内的机关单位已迁出，改为外滩27号营业。

## 建筑特色
怡和洋行大楼占地2,100平方米，建筑面积14,300平方米，为钢筋混凝土结构。风格采用英国文艺复兴式，也有人认为是新古典康林特式。整个大楼平面为凹字形，西面凹进，然沿外滩面呈三段式。第一、二层为一段；三至五层为第二段；五层以上为第三段。一、二层门窗呈罗马拱券形，墙面由大块拉毛花岗石堆砌而成，是上海最早采用石料做外墙面的大楼之一。正面为两扇包钢大门，共8个月洞形高两层的钢窗分居两侧。二层窗口上方设有一石雕羊头装饰。三楼有石栏杆的阳台，并从这里安有四根跨越3层的科林斯式柱。圆柱底部及顶部为四方形，且柱后窗口四周都有雕饰。层顶檐口较宽，有一平台，平台前有栏杆，中间有石屏，正中上面还有圆顶，分为三段，圆顶上竖一旗杆，两旁也有石屏加圆顶。这些石屏都有人物、动物、帆船等的图案作装饰。原顶层经1983年的改建后已变样。大楼南北两面立面上的窗口、阳台、石柱及雕饰皆相同。
走进大门内，底层地板为大理石地板，楼上直廊为马赛克地面。这些马赛克地面至今仍有很大一部分保留到了今天，而其中绿色的“砖”是用玉嵌成的。办公室内的地板则采用了木条打蜡地板。主楼梯宽近4.9米，楼梯上还覆以铜质防滑面板。栏杆呈铸铁锻造型，配有卷涡状锻件。在罗斯福公馆开设前，曾斥资8,000万进行内部装修。

## 图片集

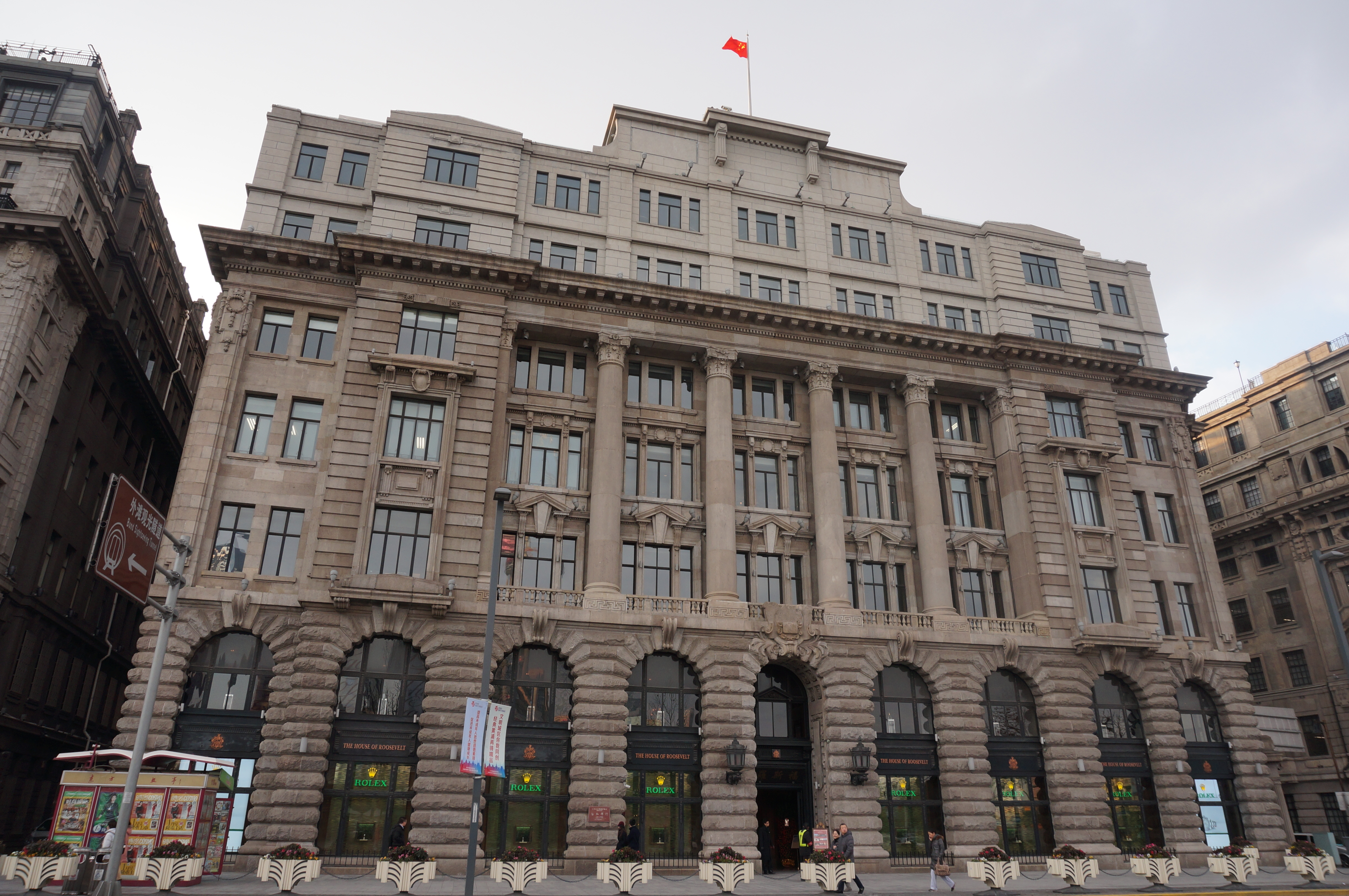
怡和洋行大楼沿外滩一面，2014年
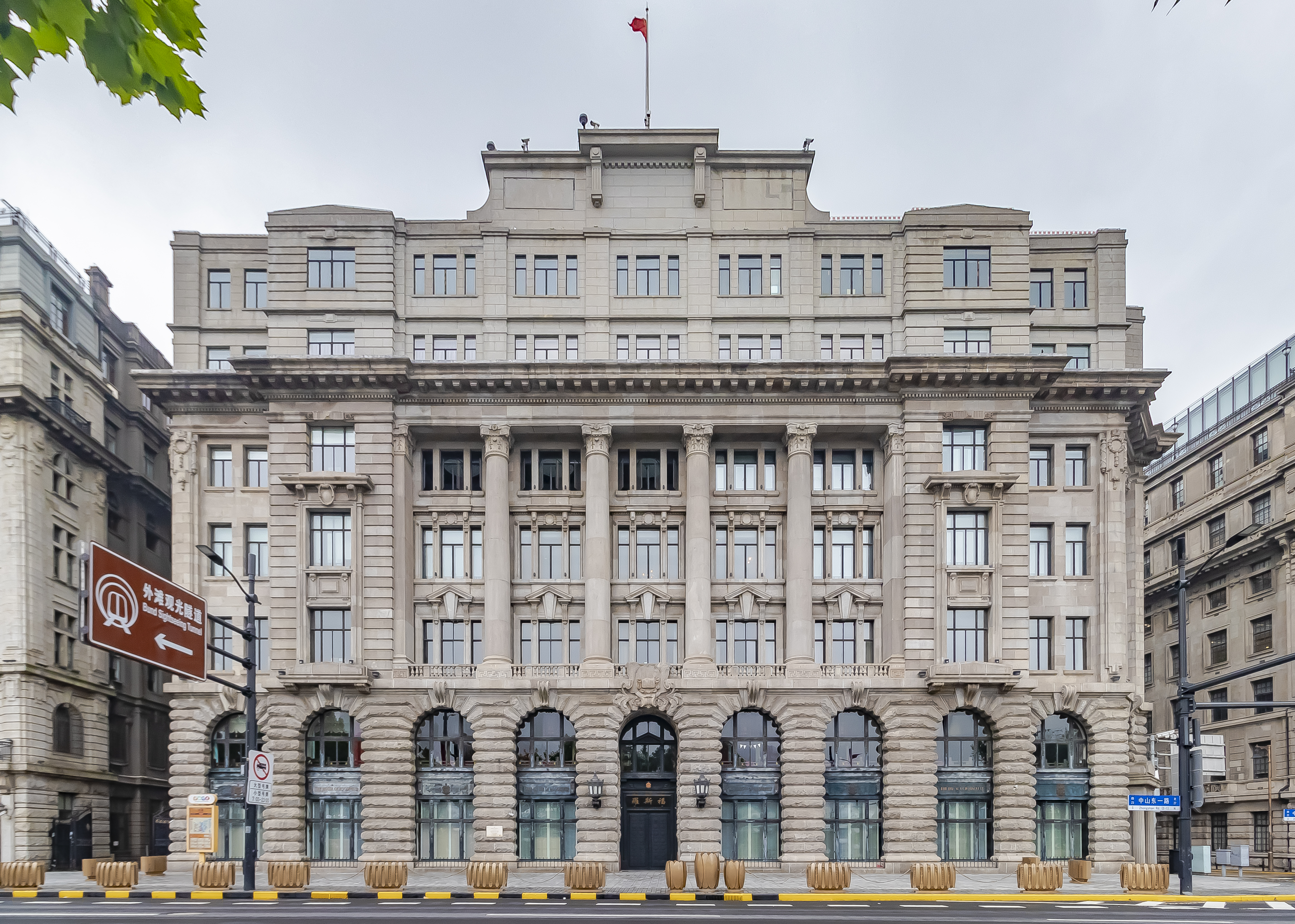
怡和洋行大楼沿外滩一面，2021年
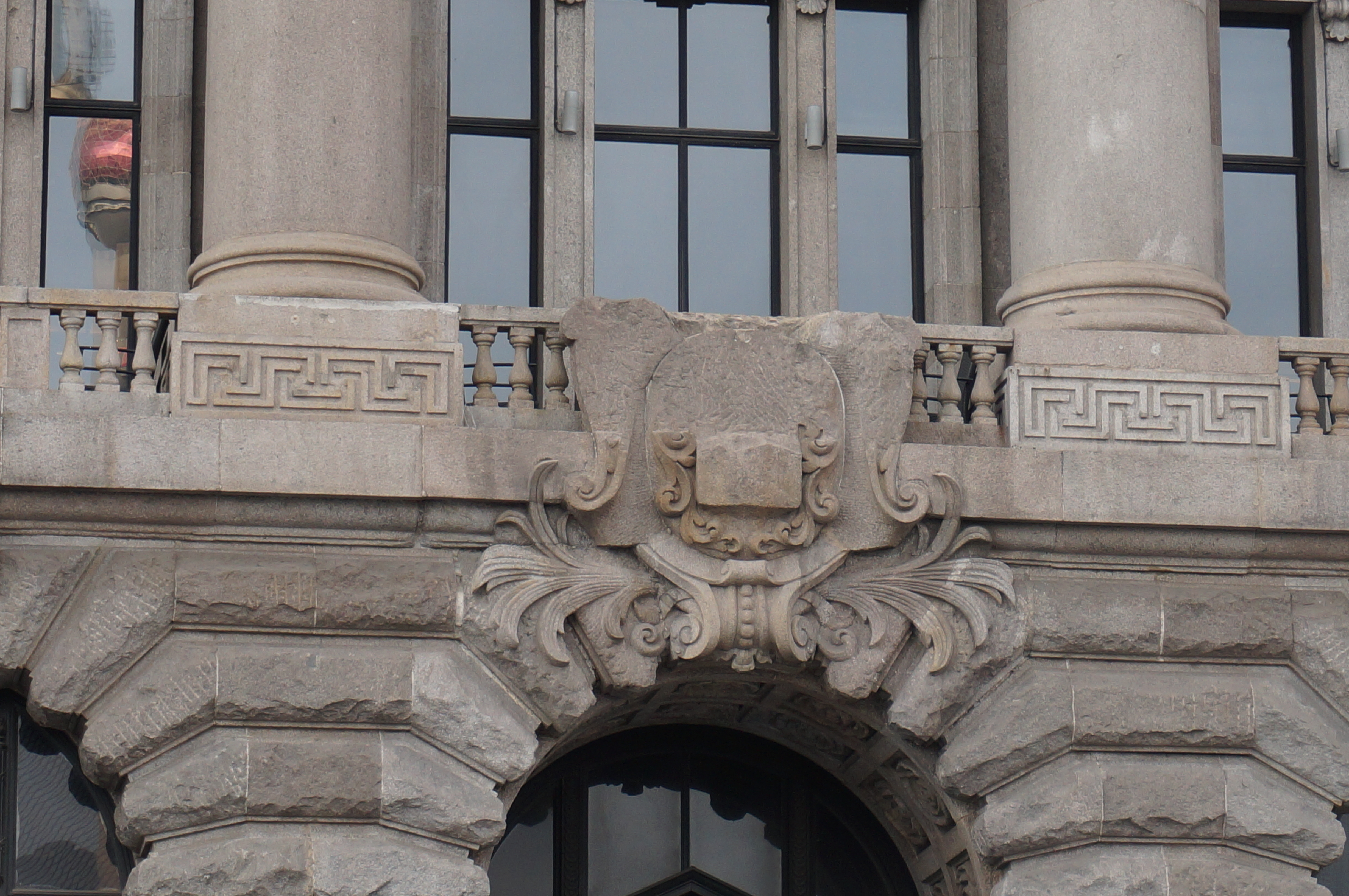
已破损的石雕羊头装饰
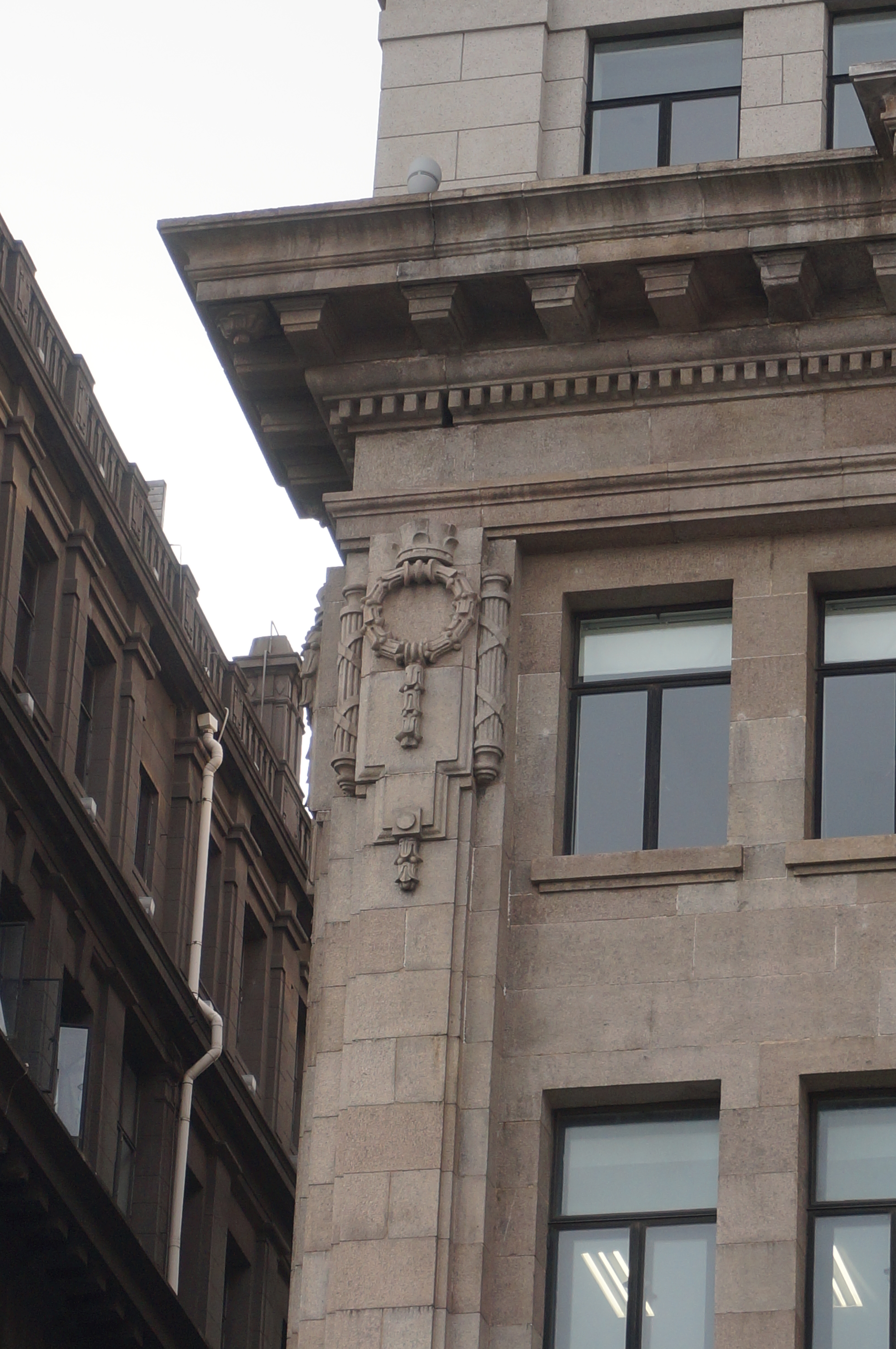
大楼上的一处装饰
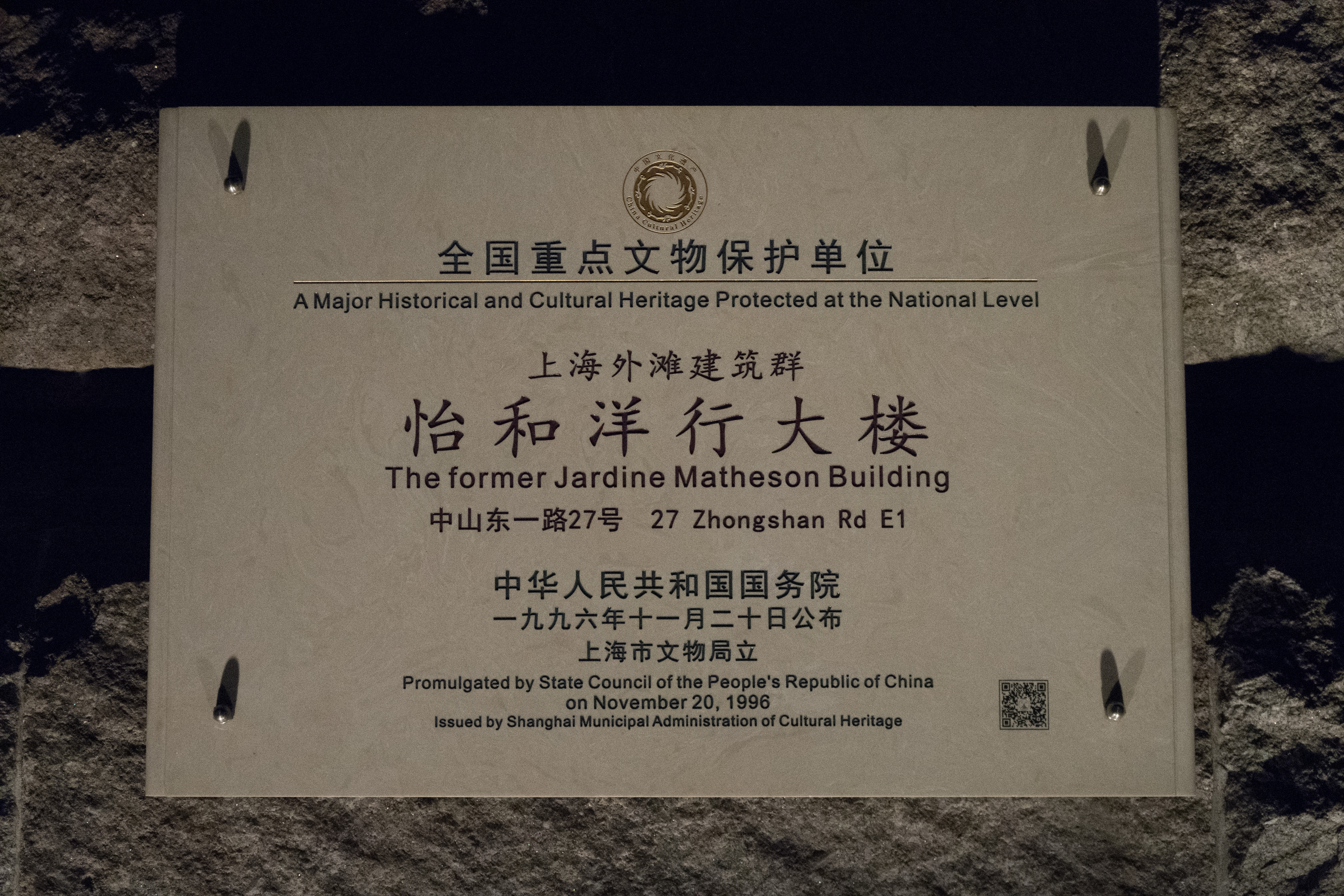
全国重点文物保护单位标志